# Sint-Martinikerk (Minden)
De Sint-Martinikerk (Duits: Kirche St. Martini) is een beeldbepalend kerkgebouw in het centrum van de historische binnenstad van de oost-Westfaalse plaats Minden (Noordrijn-Westfalen). De kerk behoorde vroeger tot het Martinistift, dat in 1810 werd opgeheven.
De Martinikerk werd kort voor 1029 gesticht en is in romaanse en gotische stijl gebouwd. In 1530 werd de kerk in het kader van de reformatie een protestants-luthers kerkgebouw. Hier werd de eerste protestantse kerkorde van Westfalen door de theoloog Nikolaus Krage voorgelezen.

## Geschiedenis

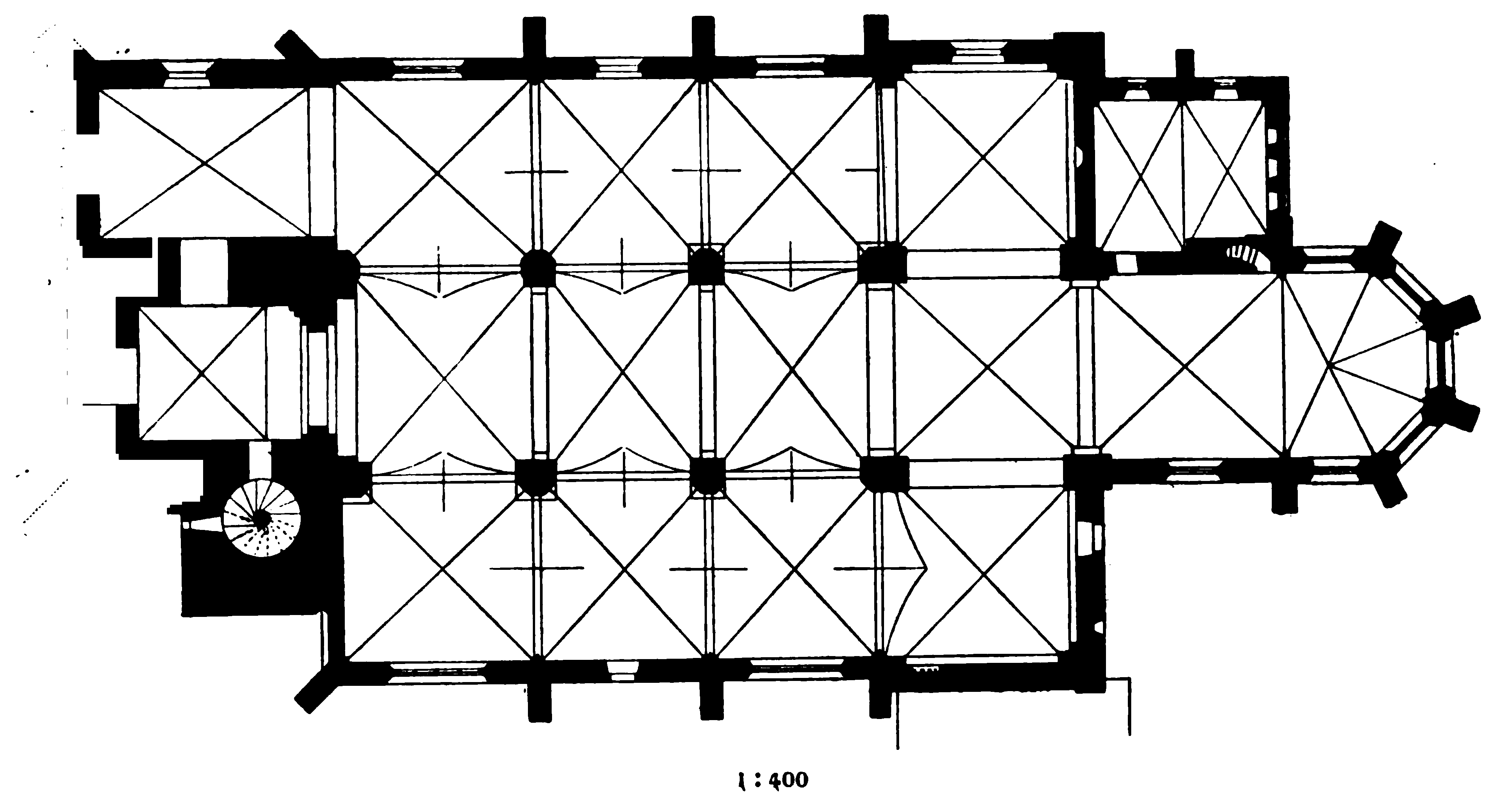
Plattegrond van de kerk

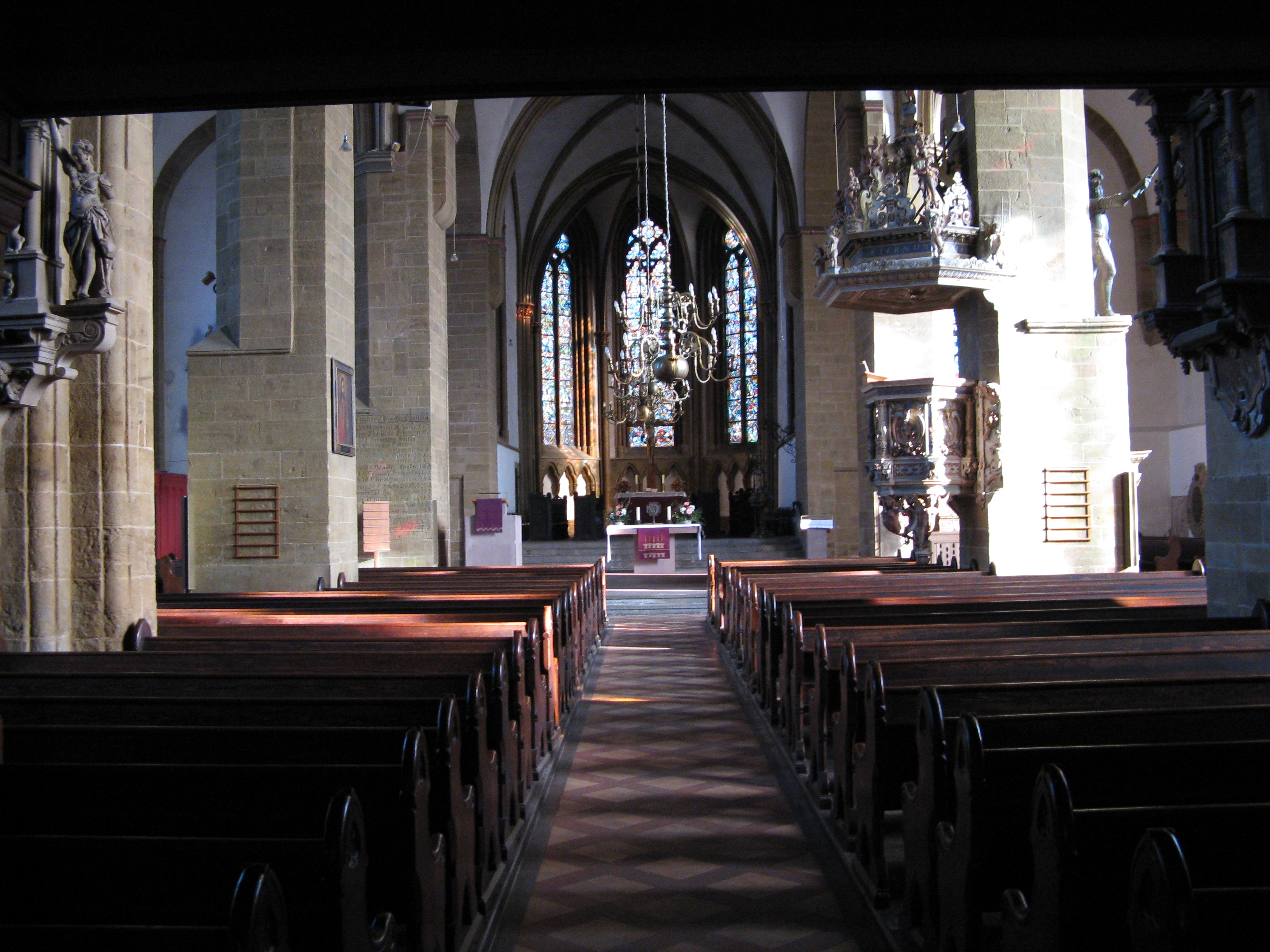
Overzicht interieur

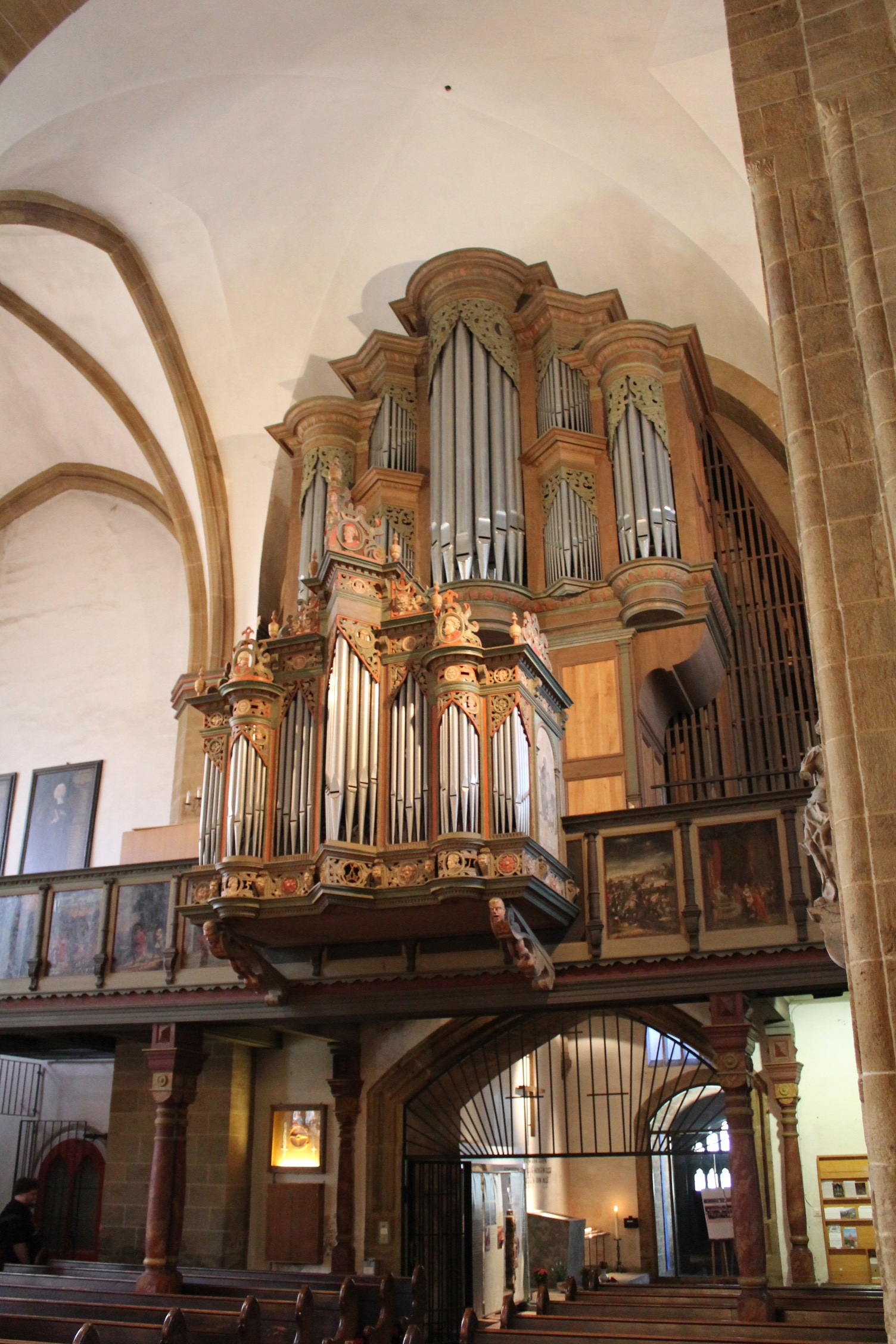
Het monumentale orgel

De bouw van de kerk en de stichting van het ermee verbonden collegiale stift vond plaats tijdens de regering van bisschop Siegbert (1022–1036). Een exacte datum is niet meer voorhanden, maar het ligt vlak voor 1029. Na zijn dood werd bisschop Siegbert in het koor van de nog niet voltooide kerk bijgezet. Men neemt aan dat de bouw pas onder de opvolger bisschop Bruno (1036–1055) werd afgesloten. De wijding van de kerk werd echter door zijn opvolger bisschop Eilbert (1055–) toegeschreven. Een toren kreeg de Martinikerk pas een eeuw later in het jaar 1142
Het tegenwoordig oudste deel van de kerk werd na twee branden onder bisschop Kuno van Diepholz (1261-1262) gebouwd. In het laatste kwart van de 13e eeuw werd het koor gebouwd en in de 14e eeuw werd het kerkschip tot een gotische hallenkerk verbouwd. Aan het begin van de reformatie kwam het tussen het stift en de stad tot een open breuk, toen de burgers de opening van de parochiekerken voor de nieuwe leer afdwongen. Tijdens de kerst in 1529 preekte de hervormer Nikolaus Krage voor een eerste maal in de kerk. De hier voorgelezen kerkorde werd bindend voor alle inwoners van de stad en was de eerste kerkorde voor een Westfaalse stad. Daarmee werd de Martinikerk, in tegenstelling tot de katholieke domkerk, een protestantse raadskerk. Het Martinistift bleef evenwel ondanks materiële verliezen katholiek. In de kerk bleven de kanunniken nog slechts het koor, de sacristie, de kapittelzaal en de kruisgang gebruiken, terwijl het kerkschip nu door de lutherse gemeente werd ingenomen.
In het jaar 1773 trof de bliksem de toren. De brand verwoestte de spits, de uurklok en klokkenstoel. Herbouw vond niet meer plaats en sindsdien draagt de toren een schilddak.
De opheffing van het stift volgde pas in 1810 door de Westfaalse regering in Kassel (Koninkrijk Westfalen). Sindsdien is de kerk geheel een protestants kerkgebouw.
Het kerkgebouw doorstond de Tweede Wereldoorlog relatief onbeschadigd. Slechts de ramen werden als gevolg van de bombardementen op de stad verwoest en de klokken moesten worden afgeleverd.
De Martinikerk werd in de 20e eeuw door de stad als monument ingeschreven.

## Stichting tot behoud van de Martinikerk
Rond 1900 werd er een vereniging gesticht die zich ten doel stelde om de in 1773 verwoeste toren te herbouwen. Al snel werd een architect aangetrokken om de plannen voor de herbouw te tekenen. De Eerste Wereldoorlog verhinderde in eerste instantie de herbouw. Door de geldontwaarding in 1923 verdampte het vermogen van de vereniging en daarmee verdwenen de herbouwplannen.
Tegenwoordig draagt sinds november 2006 de stichting Baudenkmal Ratskirche St. Martini zu Minden bij aan het behoud van de kerk door het inzamelen van financiële middelen. De gelden worden uitsluitend aangewend voor de instandhouding en het onderhoud van het bouwwerk en de kunstschatten van de kerk.

## Interieur
- Het uit Antwerpen afkomstige doopvont uit 1589 kon worden gerealiseerd dankzij een schenking van de burgemeester van Minden en de textielhandelaar Thomas von Kampen.
- In de kerk bevindt zich een renaissance kansel uit 1608. De kansel werd van lindenhout gemaakt; de decoraties van de kansel getuigen van de reformatorische theologie.
- Het eiken koorgestoelte met houtsnijwerk dateert uit de 15e eeuw.
- Het orgel op de westelijke galerij gaat terug op een instrument uit 1591. In 1747 werd het orgel vergroot met een barok hoofdwerk. De beide hoektorens werd in 1981 toegevoegd. In de jaren 1965-1966 werd het instrument volgens de oude dispositie gereconstrueerd. Tegenwoordig bezit het orgel 40 registers. Ongeveer 30% van het huidige pijpenmateriaal is historisch.
- Een groot schilderij van Sint-Martinus werd in 1640 geschonken door de familie Von Sternberg. Het toont de manteldeling van de heilige Martinus. Daarboven bevindt zich een zegenende Christus met het kruis, omgeven door engelen, apostelen en heiligen. Het aureool rond Christus bevat de woorden Venite Benedicti Patris Mei
- Het verweerde reliëf van de heilige Martinus boven het vroeggotische westelijke portaal uit het midden van de 14e eeuw werd in 1959 naar binnen gebracht en in 2001 vervangen door een kunstwerk van Wolfgang Dreysse uit Quedlinburg.
- Het paneel van het nageslacht van de familie Sobbe uit 1610 herinnert aan de raadsheer Johann Sobbe en zijn vrouw Anna.
- Aan de zuidelijke pijlers bevinden zich de beelden van Zweedse ridders uit het midden van de 17e eeuw.
- In de kerk bevinden zich twee grote epitafen uit 1620 respectievelijk 1623.[1][2]